# Başköy, Karabük
Başköy là một xã thuộc thành phố Karabük, tỉnh Karabük, Thổ Nhĩ Kỳ. Dân số thời điểm năm 2010 là 107 người.